# 밀로트 라시차
밀로트 라시차(알바니아어: Milot Rashica, 1996년 6월 28일 ~ )는 코소보의 축구 선수로 현재 튀르키예 쉬페르리그 클럽인 베식타시에서 뛰고 있다. 현재 코소보 축구 국가대표팀에서도 활약하고 있다.